# 厚田镇
厚田镇是中华人民共和国江西省南昌市红谷滩区下辖的一个乡。原属南昌市新建区，2021年12月24日，划归红谷滩区管辖。

## 行政区划
厚田镇下辖以下村级行政区划单位：
振兴街社区、厚田村、西门村、梅花村、谷城村、社林村、下坊村、桐岗村、詹杨村、象潭村、闸上村、山水村、木埠村、狮子村、新洲村、东洲村、三洲村、东屋村和龙王庙村。